# تورفين (دائرة انتخابية في المملكة المتحدة)
تورفين (بالإنجليزية: Torfaen)‏ هي إحدى الدوائر الانتخابية في المملكة المتحدة الممثلة في مجلس العموم في برلمان المملكة المتحدة.
عضو البرلمان الذي يمثلها حالياً هو :Rt Hon Paul Murphy (Lab).